# Fodina hypercompoides
Fodina hypercompoides là một loài bướm đêm trong họ Noctuidae.